# Tanymecosticta filiformis
Tanymecosticta filiformis is een libellensoort uit de familie van de Isostictidae , onderorde juffers (Zygoptera).
De wetenschappelijke naam van de soort is voor het eerst geldig gepubliceerd in 1898 door Ris.